# Pompierre-sur-Doubs
Pompierre-sur-Doubs ist eine französische Gemeinde mit 298 Einwohnern (Stand: 1. Januar 2022) im Département Doubs in der Region Bourgogne-Franche-Comté.

## Geographie
Pompierre-sur-Doubs liegt auf 283 m, etwa 22 Kilometer westsüdwestlich der Stadt Montbéliard (Luftlinie). Das Dorf erstreckt sich am Eintritt des Ruisseau de Soye in die Niederung des Doubstals, am Nordrand der äußersten Höhenzüge des Juras.
Die Fläche des 8,16 km² großen Gemeindegebiets umfasst einen Abschnitt des Doubstals. Die südliche Grenze verläuft entlang dem Doubs, der hier mit mehreren Windungen durch eine ungefähr ein Kilometer breite flache Talniederung fließt und von der Wasserstraße des Rhein-Rhône-Kanals (zwei Schleusen im Bereich des Dorfes) begleitet wird. Vom Flusslauf erstreckt sich das Gemeindeareal nordwärts über die Talaue auf die angrenzenden Hochflächen mit den Waldgebieten Bois du Frênoi, Bois de Theurey und Bois le Chanois. Dazwischen befindet sich die Talsenke des Ruisseau de Soye. Am nördlichen Rand des Gemeindebodens am Hang, der zu den Kalkplateaus nördlich des Doubs überleitet, wird mit 393 m die höchste Erhebung von Pompierre-sur-Doubs erreicht.
Nachbargemeinden von Pompierre-sur-Doubs sind
- Soye und Mancenans im Norden,
- Rang im Osten,
- Saint-Georges-Armont und Pays de Clerval mit Clerval und Santoche im Süden,
- Fontaine-lès-Clerval im Westen.

## Geschichte
Während der Römerzeit führte der Verkehrsweg von Vesontio (Besançon) zum Oberrhein durch das Gebiet von Pompierre. Im Mittelalter gehörte Pompierre zur Herrschaft Clerval, die im 14. Jahrhundert unter die Oberhoheit der Grafen von Montbéliard kam. Zusammen mit der Franche-Comté gelangte das Dorf mit dem Frieden von Nimwegen 1678 an Frankreich. Um eine Verwechslung mit anderen gleichnamigen Gemeinden zu vermeiden, wurde Pompierre im Jahr 1923 offiziell in Pompierre-sur-Doubs umbenannt.

## Sehenswürdigkeiten

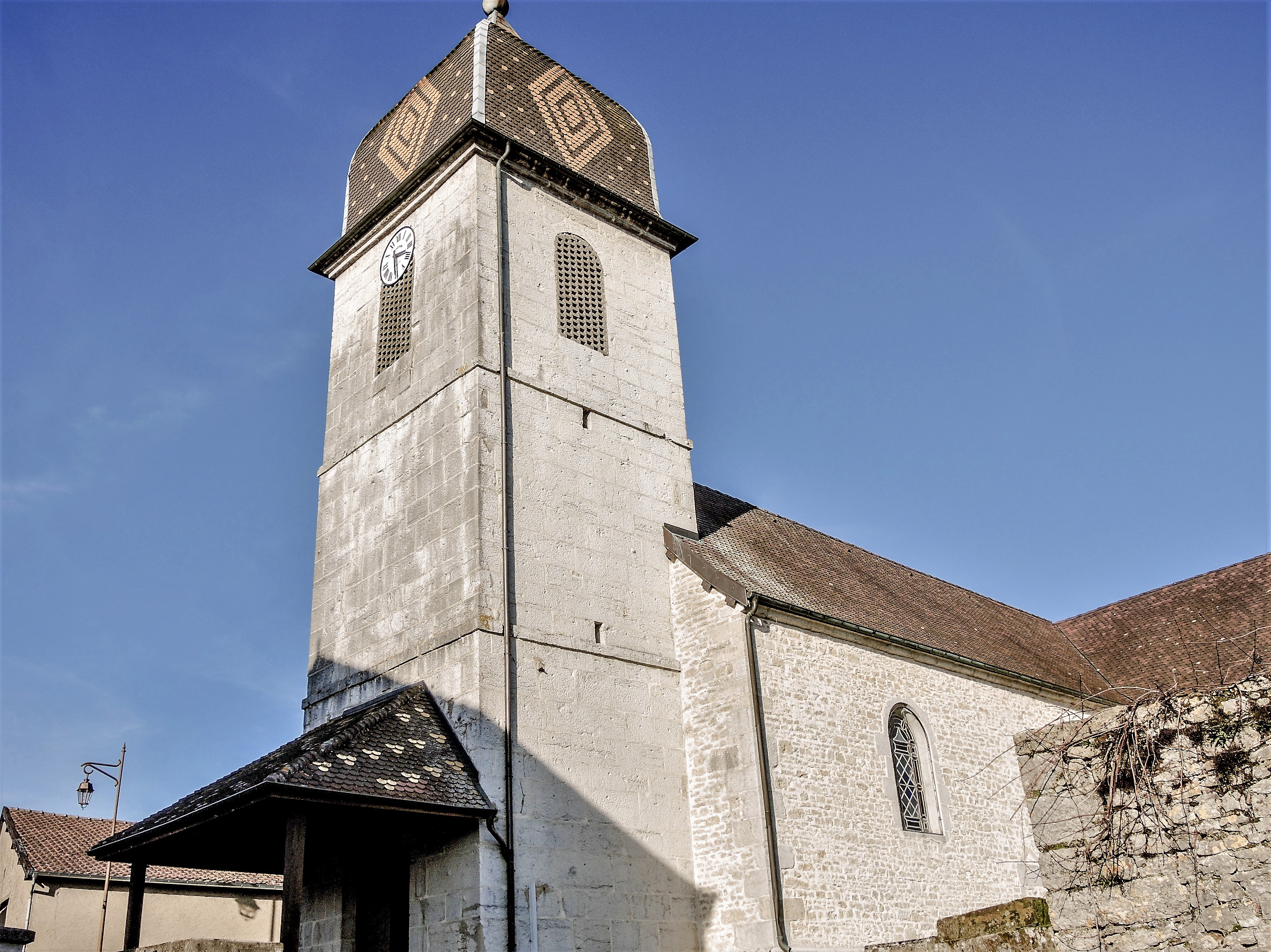
Kirche Saint-Léger

Die Dorfkirche Saint-Léger in Pompierre-sur-Doubs wurde 1724 im klassischen Stil erbaut und von 1821 bis 1826 umfassend restauriert.

## Bevölkerung
| Jahr                       | 1962 | 1968 | 1975 | 1982 | 1990 | 1999 | 2006 | 2018 |
| Einwohner                  | 319  | 303  | 311  | 258  | 244  | 273  | 312  | 304  |
| Quellen: Cassini und INSEE |      |      |      |      |      |      |      |      |

Mit 298 Einwohnern (Stand 1. Januar 2022) gehört Pompierre-sur-Doubs zu den kleinen Gemeinden des Départements Doubs. Nachdem die Einwohnerzahl in der ersten Hälfte des 20. Jahrhunderts deutlich abgenommen hatte (1886 wurden noch 449 Personen gezählt), wurde bis um die Jahrtausendwende wieder ein Bevölkerungswachstum verzeichnet.

## Wirtschaft und Infrastruktur
Pompierre-sur-Doubs war bis weit ins 20. Jahrhundert hinein ein vorwiegend durch die Landwirtschaft (Ackerbau, Obstbau und Viehzucht) und die Forstwirtschaft geprägtes Dorf. Daneben gibt es heute einige Betriebe des lokalen Kleingewerbes, vor allem in den Branchen Feinmechanik und Werkzeugbau. Mittlerweile hat sich das Dorf auch zu einer Wohngemeinde gewandelt. Viele Erwerbstätige sind deshalb Wegpendler, die in den größeren Ortschaften der Umgebung ihrer Arbeit nachgehen.
Die Ortschaft liegt abseits der größeren Durchgangsstraßen. Die Hauptzufahrt erfolgt von Clerval an der Hauptstraße N83 (Besançon-Montbéliard). Der nächste Anschluss an die Autobahn A36 befindet sich in einer Entfernung von ungefähr 15 Kilometern. Eine weitere Straßenverbindung besteht mit Soye. Pompierre-sur-Doubs besitzt einen Bahnhof an der Eisenbahnstrecke Dole–Besançon–Belfort, der allerdings nicht mehr bedient wird.